# Orta di Atella
Orta di Atella  (Ortë en dialecto local) es un municipio de Italia de alrededor de 30 mil habitantes de la provincia de Caserta. La ciudad está situada en la llanura Campana (el antiguo Ager Campanus), al norte está separada de Marcianise por Regi Lagni (antiguo Clanio). Está entre las ciudades más populosas en la provincia de Caserta. 
Durante los veinte años del régimen fascista ha formado parte, junto con Sant'Arpino y Succivo,  del municipio de Atella di Napoli desde 1928 hasta 1946. Antes, como Orta, incluido en la provincia de Terra di Lavoro, después, como Atella di Napoli, en la provincia de Nápoles y, finalmente, como Orta di Atella, siendo autónomo en 1946, es parte de la provincia de Caserta. Luego del régimen, los citados tres municipios son nuevamente separados, modificando la delimitación de los límites. Se aclara que la localidad de Casapuzzano (antiguo castillo homónimo, con pueblo), ya reentrante en el municipio de Succivo hasta 1848, se ha mantenido desde entonces, y lo sigue siento, parte integrante de la circunscripción territorial de Orta.
El municipio, que pertenece a la gran conurbación que tiene como centro principal a Nápoles y se extiende sin solución de continuidad desde Formia-Gaeta hasta la llanura del Sele, a lo largo de la costa, y desde Cassino hasta Benevento en el interior del país, está completamente conurbado con los centros vecinos, tanto que parece un único pueblo que comprende también a las comunas de Frattaminore,  Sant'Arpino y Succivo; de hecho, los cuatro municipios, en su urbanización completamente homogénea, tienen el aspecto de una única ciudad. Todos ellos están rodeados, en parte separados, desde la carretera provincial Caivano - Aversa (ruta provincial 12 de la provincia de Nápoles, ruta provincial 1 de la provincia de Caserta).

## Hidrografía
Al norte de Orta di Atella, bordeando a las zonas industriales de Caivano Pascarola y Marcianise, pasan los Regi Lagni

## Demografía
| Gráfica de evolución demográfica de Orta di Atella entre 1861 y 2001 |
|                                                                      |
| Fuente ISTAT - elaboración gráfica de Wikipedia                      |